# Heket
Heket (ḥq.t) az ókori egyiptomi vallás egyik istennője. A magzat méhbeli fejlődéséért volt felelős, segédkezett a szülésnél is. Kultusza már a korai dinasztikus időkből kimutatható; II. dinasztia idején élt, Heluánban eltemetett magas rangú személyek nevében szerepel Heket neve. A korai időkből előkerült békaszobrok valószínűleg őt ábrázolják. A Piramisszövegek is említik, itt a királyt segíti az ég felé vezető úton; a szüléssel összefüggésben először a Westcar-papiruszon szerepel, mint az V. dinasztia első három királyának, Ruddzsedet fiainak születését meggyorsító istennő. A „Heket szolgái” kifejezés, szintén ebből az időből, talán bábákra utalt.
Nevének kiejtése körülbelül *Ḥaqā́tat lehetett középegyiptomi nyelven, innen eredhet későbbi görög megfelelője, Hekaté (Ἑκάτη) neve. Gyakran tartották Hnum feleségének.
Ozirisz és Ízisz története szerint mint a szülés utolsó perceinek istennője, ő lehelt életet az újszülött Hórusz testébe. Ahogy Hórusz születését egyre inkább összefüggésbe hozták Ozirisz feltámadásával, Heket is egyre inkább a feltámadással kapcsolatos istennő lett. Innen ered, hogy amulettjein megjelent az Én vagyok a feltámadás felirat, ami miatt később a korai keresztények is használták.

## Ikonográfiája
Békaként vagy békafejű nőként ábrázolták, amulettjein az előbbi, templomokban az utóbbi ábrázolás volt szokásban. Amulettként az Újbirodalomtól kezdve jelenik meg alakja.

## Kultusza
Kultuszának központja Herwer volt (talán a mai Hur településsel azonos, el-Asmunein közelében), de megjelenik mások templomaiban is, ábrázolják például I. Széthi abüdoszi templomában. I. e. 300 körül még létezett kultusza, ekkor említik Petozirisz sírjában.